# Oh My Geum-bi
Oh My Geum-bi (오 마이 금비?), nota anche con il titolo internazionale My Fair Lady, è una serie televisiva sudcoreana trasmessa su KBS2 dal 16 novembre 2016 al 5 gennaio 2017.

## Trama
Hwi-cheul è un uomo di mezza età che, dopo essere stato lasciato dalla moglie, si è ridotto a dover vivere mediante truffe e altri espedienti; ben presto si ritrova tuttavia a dover affrontare un'altra spiacevole notizia: alla figlia Geum-bi, unico suo motivo di vita, viene diagnosticato il morbo di Niemann-Pick. Consapevole che alla bambina non rimane molto tempo da vivere, Hwi-cheul cerca di passare con lei più tempo possibile e di aiutarla ad affrontare la malattia col sorriso, grazie anche all'aiuto della dolce farmacista Kang-hee.